# 小行星5802
小行星5802（5802 Casteldelpiano）是一颗绕太阳运转的小行星，为主小行星带小行星。该小行星于1984年4月19日发现。

## 轨道参数
小行星5802的轨道半长轴为339 892 546 km，2.2720090 UA，离心率为0.155。